# Underground Hero
Underground Hero – piąty studyjny album amerykańskiego rapera MC Eihta. Został wydany 2 lipca, 2002 roku nakładem wytwórni D3 Entertainment, CNR Records International i Riviera Entertainment. Gościnnie występują Mack 10, Yukmouth, Sticky Fingaz i Outlawz.

## Lista utworów
1. "The Bomb Eiht"
2. "Bang"
3. "Get Yours" (featuring Mack 10)
4. "Hungry"
5. "Uh-Huh" (featuring Yukmouth)
6. "First Time Actor"
7. "The Hustle"
8. "Graduation Day"
9. "Hypnotize"
10. "In My Town"
11. "Fire Alarm"
12. "Never Take It Easy"
13. "Keep It Movin"
14. "Territory"
15. "The Shoe Caper"
16. "The Rah Rah Nigga" (featuring Sticky Fingaz)
17. "Leave Me Alone"
18. "Black Music Dept"
19. "What You Wish for" (featuring Outlawz)

## Notowania albumu
| Notowanie              | Pozycja |
| ---------------------- | ------- |
| Top R&B/Hip-Hop Albums | 54      |
| Independent Albums     | 23      |